# Johannes Ekman (gördelmakare)
Johannes Ekman, född 1782, död 1827, var en svensk gördelmakare och ciselör.
Johannes Ekman gjorde sig känd för sina beslag i förgylld brons han tillverkade för blankvapen och porfyrföremål.